# Land of a thousand dances
Land of a thousand dances of Land of 1000 dances is een lied geschreven door Chris Kenner. Hij bracht het lied in 1963 ook als single uit. Het nummer benoemt van die duizend dansen er slechts zestien: Pony, Chicken, Mashed Potato, Alligator, Watusi, Twist, Fly, Jerk, Tango, Yo-Yo, Sweet Pea, Hand Jive, Slop, Bop, Fich en Popeye komen voorbij. In het origineel is een a capellafragment te horen met de tekst:
Children, go where I send you / (Where will you send me?) / I'm gon' send you to that land / the land of a thousand dances.
Deze regels ontbraken echter op de single om de kans op radioplay te vergroten. Die radioversie werd de definitieve waardoor de titel van het plaatje niet meer te horen was. Land of 1000 dances werd ook de titel van een soort Greatest hits-album, waarop alle singles van Kenner verschenen. Alleen Land of a thousand dances wist de hitparades te halen.
Hij haalde met zijn eigen versie de 77e plaats in de Billboard Hot 100 in zeven weken notering. In 2014 zijn er meer dan zeventig covers bekend. Een van de eersten die het opnamen was Fats Domino. Hij wilde het wel opnemen voor zijn album Here comes Fats Domino en kreeg daarvoor 50% van de inkomsten uit de auteursrechten. Een aantal covers, waarbij al dan niet Domino als medeschrijver wordt vermeld, wist tot diverse hitparades doorgedrongen, maar voor de Nederlandse en Belgische markt kreeg het singletje nauwelijks betekenis. De volgende artiesten brachten het meeste aan auteursrechten binnen:
- Chris Kenner dus zelf:
- Cannibal and the Headhunters: plaats 33 in de Billboard Hot 100; zij voorzagen het lied van een Na na na na na-tekst; de zanger Frankie Garcie, alias Cannibal, was tijdens de opnamen even de tekst kwijt;
- Wilson Pickett: plaats 6 in de Billboard Hot 100 in elf weken notering; in de Britse Top 50 stond het negen weken genoteerd met als hoogste notering nummer 22; Pickett had het opgenomen in de Fame Studio te Muscle Shoals in Alabama; hij zou het in 1988 nog een keertje opnemen
- Ted Nugent: haalde plaats 47 in de afgeleide Hot Mainstream Rock Tracks-lijst van Billboard
- J. Geils Band: haalde plaats 60 in de Billboard Hot 100 in zes weken notering

## NPO Radio 2 Top 2000
De versie van Wilson Pickett wist in Nederland wel een keertje een notering in de Radio 2 Top 2000 te bemachtigen.
Land of thousand dances (Wilson Pickett) stond alleen in 2000 in de NPO Radio 2 Top 2000, op plek 1845.